# 球门球
球门球是足球中重新开始比赛的方式。

## 判罚
如果足球整体越过球门线（不论是否在空中），而不是进球，且越过球门线前最后一个接触足球的运动员是进攻方的队员，则判给防守方一个球门球。
例：足球比賽時，球由進攻者踢出端線，則判為球門球。

## 程序
发球门球时，足球可以置于球门区域内的任何地方。在球门球发出之前，对方的所有球员必须在禁区之外。
比赛在足球被开出并离开禁区时重新开始。
发出的球门球可能直接进球，但只计算向对方球门中踢进的球（也就是说，守門員開球後，球如果沒有碰到其他球員便進入自己球門的乌龙球不算，此種情況通常是因強風造成）。接球门球的队员不会受到越位的处罚，2010年世界杯的時候，德國對英國的十六強賽時，德國一次獲得守門員開球的機會時，英國後衛沒有嚴加看防越位的德國前鋒克洛澤，沒想到德國守門員諾伊爾一腳就把球踢到了英國隊的禁區前方，克洛澤成功接應這個傳球得到全場第一分。

## 违规
对方的球员必须全部在禁区之外。如果球员没有及时离开，他可能被黄牌警告。此外，在球离开禁区时，如果对方球员进入禁区，球门球可能重发。如果除发球队员外的另一个防守队员在球被开出，而离开禁区前碰到了球，那么也要重发球门球。
不过对于开球的球员来说，在足球离开禁区之后，被另一个球员接触之前，再次碰球是违反规则的。这时对方罚间接任意球，但是如果第二次碰球是更严重的手球犯规，那么就要罚直接任意球或者点球。